# Sturdee-Zwergfledermaus
Die Sturdee-Zwergfledermaus (Pipistrellus sturdeei) ist eine höchstwahrscheinlich ausgestorbene Fledermausart aus der Gattung der Zwergfledermäuse (Pipistrellus). Sie ist nur vom Holotypus bekannt, der Ende des 19. Jahrhunderts (wahrscheinlich 1889) vom norwegischen Tiersammler und Naturalienhändler P. Augustus Holst auf Haha-jima in den Ogasawara-Inseln erlegt und an Henry Seebohm vom British Museum of Natural History weitergeleitet wurde. 1915 erfolgte die wissenschaftliche Erstbeschreibung durch Oldfield Thomas, der sie nach Admiral Frederik Doveton Sturdee benannte.

## Merkmale
Das einzige bekannte Exemplar ist ein Weibchen, das eine Kopf-Rumpf-Länge von 37 mm aufweist. Die Schwanzlänge beträgt 31 mm, die Ohrenlänge 7,7 mm und die Unterarmlänge 30 mm. Das Fell ist vollständig schwärzlich. Die Flughäute sind dunkelbraun. Die Ohren sind verhältnismäßig kleiner und rundlicher als bei der Japanischen Zwergfledermaus (Pipistrellus abramus). Der Innenrand der Ohren ist an der Basis gerundet, aber nicht auffallend gewölbt. Der Ohrmuschelfortsatz (Tragus) ähnelt dem der Japanischen Zwergfledermaus. Er ist jedoch kürzer, wobei die breiteste Stelle gegenüber dem unteren Drittel des Randes liegt. Die Schwanzflughaut erstreckt sich bis kurz vor die Schwanzspitze. Das Epiblema ist schmal. Der inzwischen beschädigte Schädel ist klein und grazil. Das Rostrum ist lang und dünn, ohne Verbreiterung oberhalb der Augenhöhle. Das Gaumenbein ist stark gewölbt, und der Bereich unterhalb der Augenhöhle ist breit. Es gibt keine Hervorhebung am Jochbeinbogen, keinen Scheitelkamm und die Sutura lambdoidea ist schwach. Die Schneidezähne sind kurz. Die beiden oberen Schneidezähne sind zweihöckerig. Der erste Eckzahn C1 und der vierte Prämolar P4 stehen weit auseinander. Oldfield Thomas, der den Schädel von Pipistrellus sturdeei untersuchte, mutmaßte, dass die Art nahe mit der Japanischen Zwergfledermaus verwandt ist. Die Glattnasen, zu denen die Sturdee-Zwergfledermaus zählt, sind selten auf ozeanischen Inseln zu finden.

## Lebensraum und Lebensweise
Über Lebensraum, Nahrungsverhalten, Fortpflanzungsverhalten und Wanderungen ist nichts bekannt.

## Status
1994 wurde die Sturdee-Zwergfledermaus von der IUCN in die Kategorie „ausgestorben“ (extinct) gelistet. 2006 wurde der Status in „unzureichende Datenlage“ (data deficient) und im Jahr 2020 erneut in „ausgestorben“ geändert.